# دم‌موشی قفائی
دُم‌موشی (Buddleja) سرده‌ای اغلب درختچه‌ای و گاهی درختی از دُم‌موشیان خزان‌دار و همیشه‌سبز است با حدود ۱۰۰ گونه که ارتفاع بلندترین آن‌ها به ۳۰ متر می‌رسد، اما ارتفاع بیشتر گونه‌های این سرده به‌ندرت بیشتر از پنج متر است.